# María Kinsky de Wchinitz y Tettau
María Kinsky de Wchinitz y Tettau  (nacida Marie Aglaë Bonaventura Theresia Kinská z Vchynic a Tetova; Praga, 14 de abril de 1940 - Grabs, 21 de agosto de 2021) fue la esposa de Juan Adán II y, por lo tanto, princesa consorte de Liechtenstein desde el ascenso al trono de su marido, en 1989, hasta su muerte, en 2021. Por matrimonio fue también condesa consorte de Rietberg y duquesa consorte de Troppau y Jägerndorf. Fue condesa Kinsky de Wchinitz y Tettau desde su nacimiento, hasta 1967 (año en el contrajo matrimonio).
Fue la segunda condesa Kinsky de Wchinitz y Tettau casada con un príncipe soberano de Liechtenstein después de la condesa Francisca Kinsky de Wchinitz y Tettau, consorte del príncipe Luis II de Liechtenstein, tatarabuela del actual príncipe soberano.

## Biografía
Era hija del conde Fernando Carlos Kinsky de Wchinitz y Tettau (1907-1969) y su esposa, la condesa Enriqueta Carolina de Ledebur-Wicheln (1910-2002).
Fue bautizada con los nombres de Marie Aglaë Bonaventura Theresia, en castellano María Aglaé Buenaventura Teresa.
Su familia huyó de las tropas soviéticas que invadieron el Protectorado de Bohemia y Moravia en 1945 y se asentó en Alemania, donde fue educada entre 1946 y 1950 en la escuela primaria en Ering am Inn, posteriormente en el Claustro del Bosque, en Baden-Württemberg, atendida por las Hermanas de Santa Lioba Korte. En 1957 la condesa María fue a Inglaterra a perfeccionar su dominio del inglés. También estuvo algún tiempo en París mejorando sus conocimientos del francés.
Hasta que se prometió en matrimonio en 1965, trabajó como comercial artístico para una imprenta en Dachau, Alemania. De hecho, en dicha localidad vivían muchos artistas entre finales del siglo XIX y comienzos del siglo XX.
El 18 de agosto de 2021, la princesa María sufrió un accidente cerebrovascular. El 21 de agosto del 2021, a las 4:43 p. m., falleció en el hospital cantonal de Grabs en la vecina Suiza.El 28 de agosto de 2021, el funeral y el entierro tuvieron lugar en presencia de la Familia Principesca y de representantes de monarquías extranjeras, entre ellas la Reina Sofía de España y la Princesa Carolina de Hannover, en la Catedral de San Florián y en la Cripta Principesca de Vaduz.

## Matrimonio y descendencia
El 30 de julio de 1967, se casó con su primo lejano, el príncipe Juan Adán II (nacido en 1945; cinco años menor que ella), en la Iglesia Parroquial de San Florián, en Vaduz. Posteriormente, dicha iglesia parroquial fue declarada Catedral el 12 de diciembre de 1997 por el papa Juan Pablo II.
Durante su luna de miel viajaron a París y a México.
El matrimonio tuvo cuatro hijos: 
- El príncipe heredero Luis, nacido el 11 de junio de 1968; Casado con la princesa Sophie Elisabeth de Baviera (nacida en 1967), con quien tiene tres hijos y una hija: Joseph Wenzel (nacido en 1995), Marie Caroline (nacida en 1996), Georg Antonius (nacido en 1999) y Nikolaus Sebastian (nacido en 2000).
- El príncipe Maximiliano, nacido el 16 de mayo de 1969. Casado con la panameña Angela Gisela Brown (nacida en 1958) con quien tiene un hijo, el príncipe Alfonso de Liechtenstein (nacido en 2001);
- El príncipe Constantino, nacido el 15 de marzo de 1972 y fallecido el 5 de diciembre de 2023. Casado con la condesa húngara, Marie Gabriele Kálnoky de Kőröspatak (nacida en 1975), con quien tiene dos hijos, Moritz Emanuel (nacido en 2003) y Benedikt Ferdinand (nacido en 2008), y una hija, Georgina Maximiliane (nacida en 2005);
- La princesa Tatiana, nacida el 10 de abril de 1973. Casada con el barón Matthias Philipp de Lattorf (nacido en 1968), con quien tiene dos hijos y cinco hijas: Lukas Maria (nacido en 2000), Elisabeth Maria (nacida en 2002), Maria Teresa (nacida en 2004), Camilla Katharina (nacida en 2005), Anna Pia (nacida en 2007), Sophia Katharina (nacida en 2009) y Maximilian Maria (nacido en 2011).

El tratamiento que se le dio es el de princesa María, o princesa consorte, nombrándosele como Su Alteza Serenísima.
La princesa fue presidenta de la Cruz Roja de Liechtenstein desde 1985 hasta 2015, cuando cedió el testigo a su nuera Sofía.
La princesa y su esposo estuvieron involucrados con el movimiento de los Pfadfinder und Pfadfinderinnen Liechtensteins,  PPL (Scouts y Guías de Liechtenstein), en Vaduz.
Entre 1983 y 2005, también fue Presidenta de Honor de la Sociedad de Asistencia Ortopédica.

## Títulos y tratamientos
| ● 14 de abril de 1940-30 de julio de 1967:      | Condesa María Kinsky de Wchinitz y Tettau                  |
| ● 30 de julio de 1967-13 de noviembre de 1989:  | Su alteza serenísima la Princesa heredera de Liechtenstein |
| ● 13 de noviembre de 1989-21 de agosto de 2021: | Su alteza serenísima la Princesa consorte de Liechtenstein |

## Distinciones honoríficas

### Distinciones honoríficas liechtensteinianas
- Gran Estrella de la Orden del Mérito del Principado de Liechtenstein.[7]
- Medalla conmemorativa del 70.º Aniversario de Francisco José II (16/08/1976).[8]

### Distinciones honoríficas extranjeras
- Gran Estrella de la Orden al Mérito de la República de Austria (República de Austria, 24/03/2004).[9]